# Harald Morscher
Harald Morscher (Götzis, 22 juni 1972) is een voormalig Oostenrijks wielrenner. Anno 2017 is hij ploegleider bij Bahrein-Merida Pro Cycling Team.

## Belangrijkste overwinningen
1994
- Eindklassement Ronde van Oostenrijk

2001
- 6e etappe Ronde van Normandië
- 6e etappe Ronde van Oostenrijk

2004
- Oostenrijks kampioen op de weg

## Resultaten in voornaamste wedstrijden
| Jaar | Ronde van Italië | Ronde van Frankrijk | Ronde van Spanje |
| ---- | ---------------- | ------------------- | ---------------- |
| 1998 |                  |                     | 97e              |
| 1999 |                  |                     |                  |
| 2000 |                  |                     |                  |
| 2004 |                  |                     |                  |

| Jaar | Ronde van Lombardije |  | WK op de weg |
| ---- | -------------------- |  | ------------ |
| 1998 |                      |  |              |
| 1999 | 31e                  |  |              |
| 2000 |                      |  | 61e          |
| 2004 |                      |  | 41e          |

Buschor · Calcaterra · Cipollini · Commesso · Donati · Fagnini · Faverio · Fornaciari · Frigo · Gotti · Kokorine · Mazzoleni · Moos · Mori · Morscher · Padrnos · Petito · Piepoli · Rich · Savoldelli · Scirea · China (stagiair) · Guerra (stagiair) · Pugaci (stagiair)
Andriotto · Calcaterra · China · Cipollini · Commesso · Dufaux · Fagnini · Frigo · Galletti · Guerra · Kokorine · Mazzoleni · Meier · Mori · Morscher · Petito · Pugaci · Savoldelli · Scirea · Secchiari · Traversoni · Brandt (stagiair) · Evans (stagiair) · Testi (stagiair)